# Erycibe citriniflora
Erycibe citriniflora är en vindeväxtart som beskrevs av William Griffiths. Erycibe citriniflora ingår i släktet Erycibe och familjen vindeväxter. Inga underarter finns listade i Catalogue of Life.